# Kriegstetten
Kriegstetten (toponimo tedesco) è un comune svizzero di 1 274 abitanti del Canton Soletta, nel distretto di Wasseramt del quale è capoluogo.